# Chevry, Manche

Chevry este o comună în departamentul Manche, Franța. În 1 ianuarie 2018 avea o populație de 110 de locuitori.